# Mandzsukuo
| 0. Lengyel–ukrán háború                                  | 1918. | 11. 01. - 1919. 07. 18.  |
| 1. Versailles-i békeszerződés                            | 1919. |                          |
| 2. Lengyel–szovjet háború                                | 1919. | 02. 14. - 1921. 03. 18.  |
| 3. Trianoni békeszerződés                                | 1920. |                          |
| 4. Rapallói egyezmény                                    | 1920. | november 12.             |
| 5. Francia–lengyel katonai szövetség (en)                | 1921. | február 16.              |
| 6. Rigai béke (en)                                       | 1921. | március 18.              |
| 7. Menetelés Rómába                                      | 1922. | október 28 - 29.         |
| 8. Korfui összetűzés (olasz-görög) (en)                  | 1923. | aug. - szept.            |
| 9. Müncheni sörpuccs                                     | 1923. | november 8.              |
| 10. A Ruhr-vidék francia–belga megszállása (en)          | 1923. | - 1925.                  |
| 11. Libia megszállása - Második olasz–líbiai háború (en) | 1923. | - 1932.                  |
| 12. Mein Kampf (Harcom) megjelenése                      | 1925. |                          |
| 13. Dawes-terv (en)                                      | 1924. |                          |
| 14. Locarnói egyezmény                                   | 1925. | december 01.             |
| 15. Young-terv (en)                                      | 1929. |                          |
| 16. Nagy gazdasági világválság                           | 1929. | október 24. – 1941.      |
| 17. Mandzsúria japán lerohanása (en)                     | 1931. | 09. 18. - 1932. 02. 26.  |
| 18. Mandzsukuo megszállása                               | 1931  | – 1942.                  |
| 19. Sanghaj-i január 28-i összetűzés (en)                | 1932. | 01. 28. – 03. 03.        |
| 20. Szovjet–lengyel megnemtámadási egyezmény             | 1932. | július 25.               |
| 21. Genfi leszerelési világértekezlet (en)               | 1932. | 02.02. - 1934.06.11.     |
| 22. Első hopeji hadjárat/A nagy fal védelme (en)         | 1933. | 01.01 - 05.31.           |
| 23. Belső-mongóliai hadjárat (en)                        | 1933. | - 1936.                  |
| 24. Hitler lesz a kormányfő és az államfő is egyben      | 1933. | - 1934.                  |
| 25. A tanggui fegyverszünet (en)                         | 1933. | május 31.                |
| 26. Németország újrafelfegyverzése elindul (en)          | 1933. | július 12.               |
| 27. Olasz–szovjet egyezmény (en)                         | 1933. | szeptember 2.            |
| 28. Belső-mongóliai hadjárat (en)                        | 1933. | ápr.- 1936. dec.         |
| 29. Németország elhagyta a leszerelési értekezletet (en) | 1933. | október 14.              |
| 30. Németország kilép a Nemzetek Szövetségéből (en)      | 1933. | okt. 19. - nov. 12.      |
| 31. Német–lengyel megnemtámadási egyezmény               | 1934. | január 26.               |
| 32. A Saar-vidéki népszavazás/visszatérés Németországhoz | 1935. | január 13.               |
| 33. Kötelező sorozás kezdődik Németországban újra (en)   | 1935. | március 16.              |
| 34. Francia–szovjet segítségnyújtási szerződés (en)      | 1935. | május 2.                 |
| 35. Szovjet–csehszlovák segítségnyújtási szerződés (en)  | 1935. | május 16.                |
| 36. He-Umezu egyezmény (en)                              | 1935. | 06. 10. - 1937. 07. 07.  |
| 37. Angol–német tengerészeti egyezmény (en)              | 1935. | június 18.               |
| 38. December 9-i megmozdulások Pekingben (en)            | 1935. | december 9.              |
| 39. Második olasz–etióp háború (abesszíniai háború)      | 1935. | 10. 3.- 1937. 02. 19.    |
| 40. A Rajna-vidéki bevonulás (en)                        | 1936. | március 7.               |
| 41. Spanyol polgárháború kezdete                         | 1936. | júl. 17. - 1939. ápr. 1. |
| 42. A Berlin–Róma-tengely (német–olasz egyezmény)        | 1936. | október 27.              |
| 43. Antikomintern paktum                                 | 1936. | november 25.             |
| 44. Suiyuan hadjárat (en)                                | 1936. | október - november       |
| 45. Hsziani válság (en)                                  | 1936. | december 12-26.          |
| 46. Második kínai–japán háború                           | 1937. | - 1945.                  |
| 47. A USS Panay-incidens (en)                            | 1937. | december 12.             |
| 48. Ausztria bekebelezése (Anschluss)                    | 1938. | március 12.              |
| 49. Májusi válság (német–cseh határ) (en)                | 1938. | május 19 - 23.           |
| 50. Haszan-tavi csata/Csangkufengi összecsapás           | 1938. | júl. 29. - aug. 11.      |
| 51. Német–csehszlovák kisháború (Ordnersgruppe) (en)     | 1938. | szeptember 16 - 17.      |
| 52. Müncheni egyezmény                                   | 1938. | szeptember 29.           |
| 53. A Szudéta-vidék Birodalomhoz csatolása (en)          | 1938. | október 01 - 10.         |
| 54. Első bécsi döntés                                    | 1938. | november 02.             |
| 55. A Szlovák Köztársaság kikiáltása                     | 1939. | március 14.              |
| 56. Csehszlovákia német megszállása (en)                 | 1939. | március 15.              |
| 57. Litvánia náci megfenyegetése, Memel elcsatolása (en) | 1939. | március 20 - 22.         |
| 58. Magyar–szlovák kis háború                            | 1939. | március 23 - 31.         |
| 59. A spanyol polgárháború végső hadműveletei (en)       | 1939. | március 26. - április 1. |
| 60. Danzigi válság (en)                                  | 1939. | március - augusztus      |
| 61. Angol függetlenségi garancia Lengyelországnak (en)   | 1939. | március 31.              |
| 62. Albánia olasz lerohanása (en)                        | 1939. | április 7-12.            |
| 63. Szovjet–angol–francia tárgyalások Moszkvában (en)    | 1939. | ápr. 15.- aug. 21.       |
| 64. Német–olasz barátsági és katonai szerződés           | 1939. | május                    |
| 65. Halhín-goli csata                                    | 1939. | május - szeptember       |
| 66. Molotov–Ribbentrop szerződés                         | 1939. | augusztus 23.            |
| 67. Lengyelország német lerohanása                       | 1939. | szept. 1. - okt. 6.      |

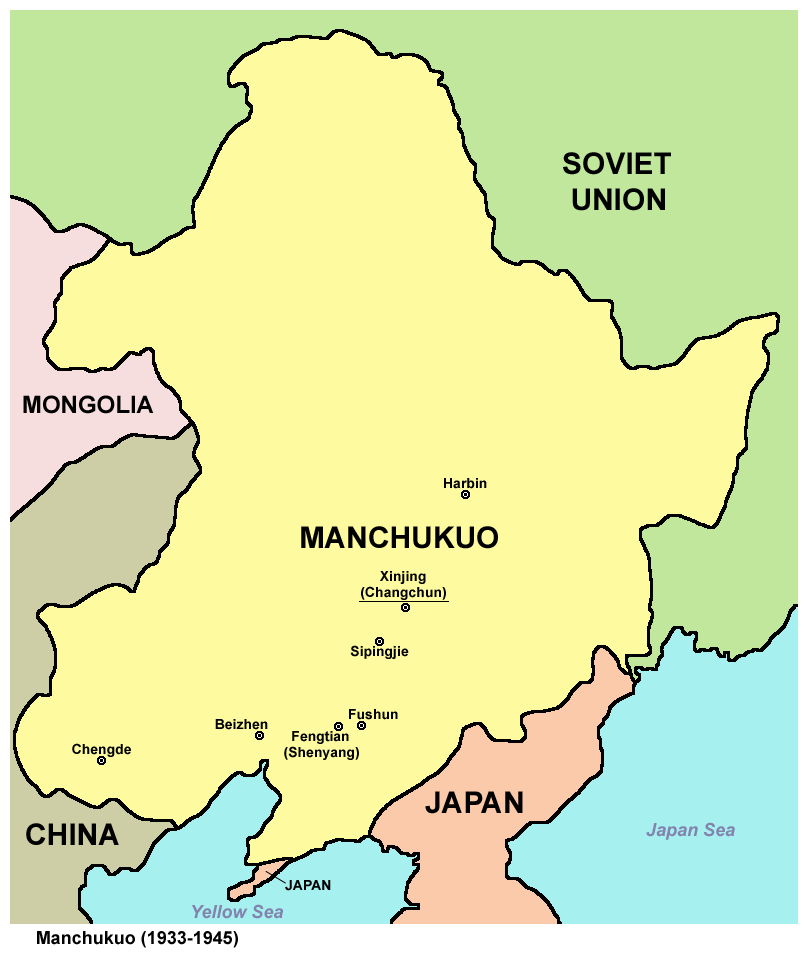
Mandzsukuo kiterjedése

Mandzsukuo (hagyományos kínai: 滿洲國; egyszerűsített kínai: 满洲国; pinjin: Mǎnzhōuguó; jelentése „mandzsuk országa”, japán nyelven: Mansúkoku) az 1930-as, 1940-es években fennálló, japán vezetés alatt álló bábállam volt Északkelet-Kína, Mandzsúria és Belső-Mongólia területén. A kínai Csing (Qing)-dinasztia alapította, 1932–1934 között köztársaság, majd 1934–1945 között császárság. Köztársasági elnöke, majd 1934-től császára Kína utolsó császára, Pu Ji (Pu-Yi) volt. Az országból kiindulva szállták meg Észak-Kínát a japánok a második kínai–japán háborúban, 1939-ben csatlakozott az antikomintern paktumhoz, majd az 1945. augusztusi szovjet előretörések miatt széthullott. Fennállása alatt több régióra lett bontva: a mongóliai nyugat-mandzsukuót kissé eltérően vezették, elismerve ezzel a mongóliai hagyományokat, míg a déli, Liaotung (Liaodong)-félszigetet is magába foglaló régiót pedig a Kvantung Bérleti Terület felügyelte a Kvantung-hadsereggel.

## Történelem

### Háttér
Az 1904-05-ös orosz–japán háború eredményeképpen Japán átvette Mandzsúriában Oroszország helyét, az ezzel együtt járó minden előnnyel egyetemben. Az első és második világháború közötti időszakban Mandzsúria katonai- és politikai harctérként szolgált Oroszország, Japán és Kína között. Az 1906-tól kezdve egészen az 1931-ig tartó állapotokat remekül írja le a mukdeni incidens körülményeinek kivizsgálására alakult, népszövetségi megbízatásból működő Lytton-bizottság jelentése:
A fennhatóság alá tartozó, ún. „bérelt területek” gyakorlatilag teljes szuverenitással rendelkeztek. Japán a dél-mandzsúriai vasútvonal megszerzésével számos kisebb település, továbbá olyan nagyobb városok, mint Mukden és Csangcsun (Changchun), valamint az ezeket körülölelő területek vasúti közlekedését tudta ellenőrizni, s ezekben a régiókban fennhatósága alá tartozott továbbá a rendfenntartás, az adókivetés joga, az oktatás, valamint a közműszolgáltatás is. Az ország különböző, egymástól távoli pontjain állomásoztak japán csapatok: a Kvantung-hadsereg a „bérelt területeken”, a vasúti őrség a vasútvonalak mentén, míg a Konzuli rendőrség szétszórtan, különböző térségekben állomásozott.
Japán igen széles jogokat élvezett Mandzsúriában, amely csak úgy volt fenntartható – mint ahogyan a bizottság jelentése is kitér erre – „ha az mindkét fél szándékai szerint való és mindkettejük által elfogadott”.
Az első világháború után Japán megszállta Külső-Mandzsúriát az 1917-es októberi orosz forradalom káoszát kihasználva. Azonban 1925-ben kénytelenek voltak kivonulni az USA nyomása és a szovjet katonai sikerek hatására.
Belső-Mandzsúriáról azonban nem mondtak le, és egy kínai hadúr, Csang Co-lin (Zhang Zuolin) számára támogatást nyújtottak, aki így sikeresen állt ellen a környező hadurak és a központi kormány nyomásának. Csang (Zhang) azonban túlságosan is önállónak bizonyult, ezért 1928-ban a japánok merényletet követtek el ellene, és felrobbantották az őt szállító vonatot. A merényletet egyes történészek - pl. Jung Chang - Sztálin számlájára írják, mivel bizonyos orosz hírszerzési jelentések tanúsága szerint a merénylet megrendelője Sztálin volt, és Naum Etington szervezte meg. Csang (Zhang) és vezérkarának számos tagja halt meg ebben az akcióban.
Időközben a japán politika egyik, egyre fontosabb irányelvévé vált az, hogy Japán stratégiai frontvonalát a Mandzsúria északi részén természetes határt alkotó Amur folyó jelenti. Ennek az elképzelésnek volt a Fekete Sárkány Társaság (Kokurjukai) fő megtestesítője, amely a folyó kínai nevének japán tükörfordítása.

### Mukdeni incidens

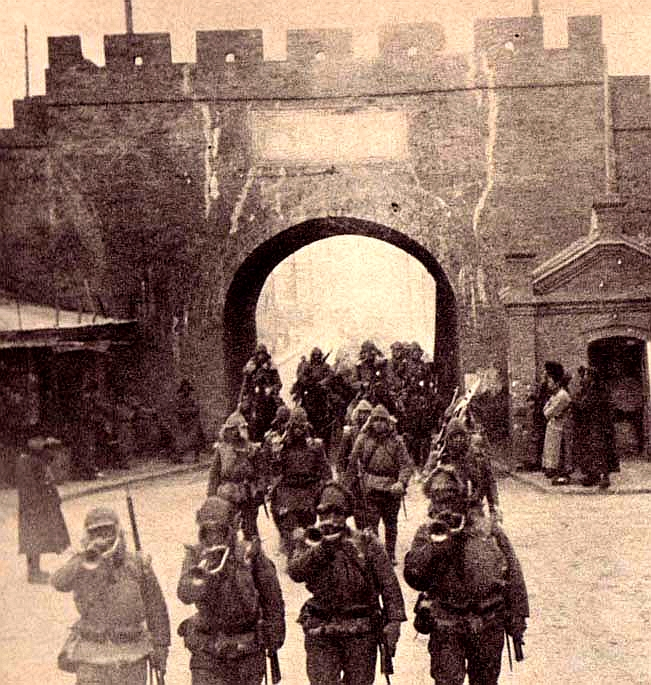
Japán katonák bevonulnak az elfoglalt Csicsihar (Qiqihar) városába 1931-ben

A folyamatos súrlódások eredményeképpen 1931. szeptember 20-ai kezdettel találkozót szerveztek Mukdenbe, amely Sigemicu Mamoru kínai japán nagykövet (később Japán külügyminisztere) és a Kínai Köztársaság gazdasági minisztere között zajlott volna, és amelynek célja az volt, hogy lezárja a Csang Hszüe-liang (Zhang Xueliang) hadúr és Japán közötti nézeteltéréseket. Ez volt a demokratikus kormányzat utolsó próbálkozása a közelgő konfliktus elhárítására, azonban a találkozó sosem jöhetett létre, ugyanis 1931. szeptember 18-ának éjjelén sor került a mukdeni incidensre.
Körülbelül este kilenc óra tájékában egy négy kocsiból álló, furcsa kinézetű mozdony vontatta szerelvény állt meg a mukdeni laktanyával szemközti sínpáron. A korabeli japán beszámolók szerint egy japán őrjárat éppen szokványos éjszakai feladatát végezte a sínek körül, amikor hirtelen bekövetkezett egy robbanás mögöttük. Megvizsgálva a történteket, kiderült, hogy a sínpárt felrobbantották. Ekkor állítólag a laktanyából tüzet nyitottak a japán katonákra. Miután az erősítés megérkezett, tüzérséggel és géppuskákkal támogatva megrohamozták a laktanyát és elfoglalták az épületet. A roham váratlanul érte a kínai katonákat, így jelentős részük ellenállás nélkül elmenekült, ám a japán állítások szerint így is 320-at megöltek közülük. Ezzel szinte egy időben a japánok egy másik ezrede jelentős ellenállás nélkül vette be Mukden városát.
Habár a japán kormányzat megpróbálta leállítani a támadást, és a miniszterelnök még magával Csang Kaj-sek (Chiang Kai-shek)kel is tárgyalásokba kezdett, a hadsereg befolyása erősebbnek bizonyult a kormányénál. A Lytton-bizottság 1933 februárjában közzétett elmarasztaló jelentése hatására Japán 1933. március 27-én kilépett a Népszövetségből, és tovább folytatta az akciókat a „banditák megbüntetésére”, habár kezdetben ezt még igyekezték a Népszövetség javaslataival összhangban állónak bemutatni. A szervezett és gyors japán válaszcsapás és a gyenge kínai ellenállás miatt felvetődött, hogy az incidens megrendezett provokáció volt. Az eseményben főszerepet játszó Doihara Kendzsi és Itagaki Szeisiró ezredesek később a Távol-keleti Nemzetközi Katonai Törvényszék (International Military Tribunal for the Far East, IMTFE) előtt beismerték, hogy az egész akciót ők tervelték ki és hajtották végre.

### Megalakulása

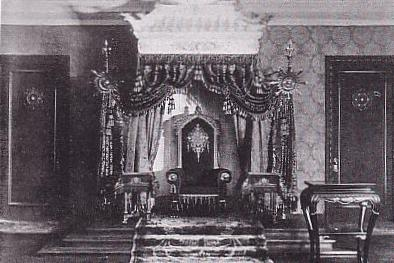
A császári trón

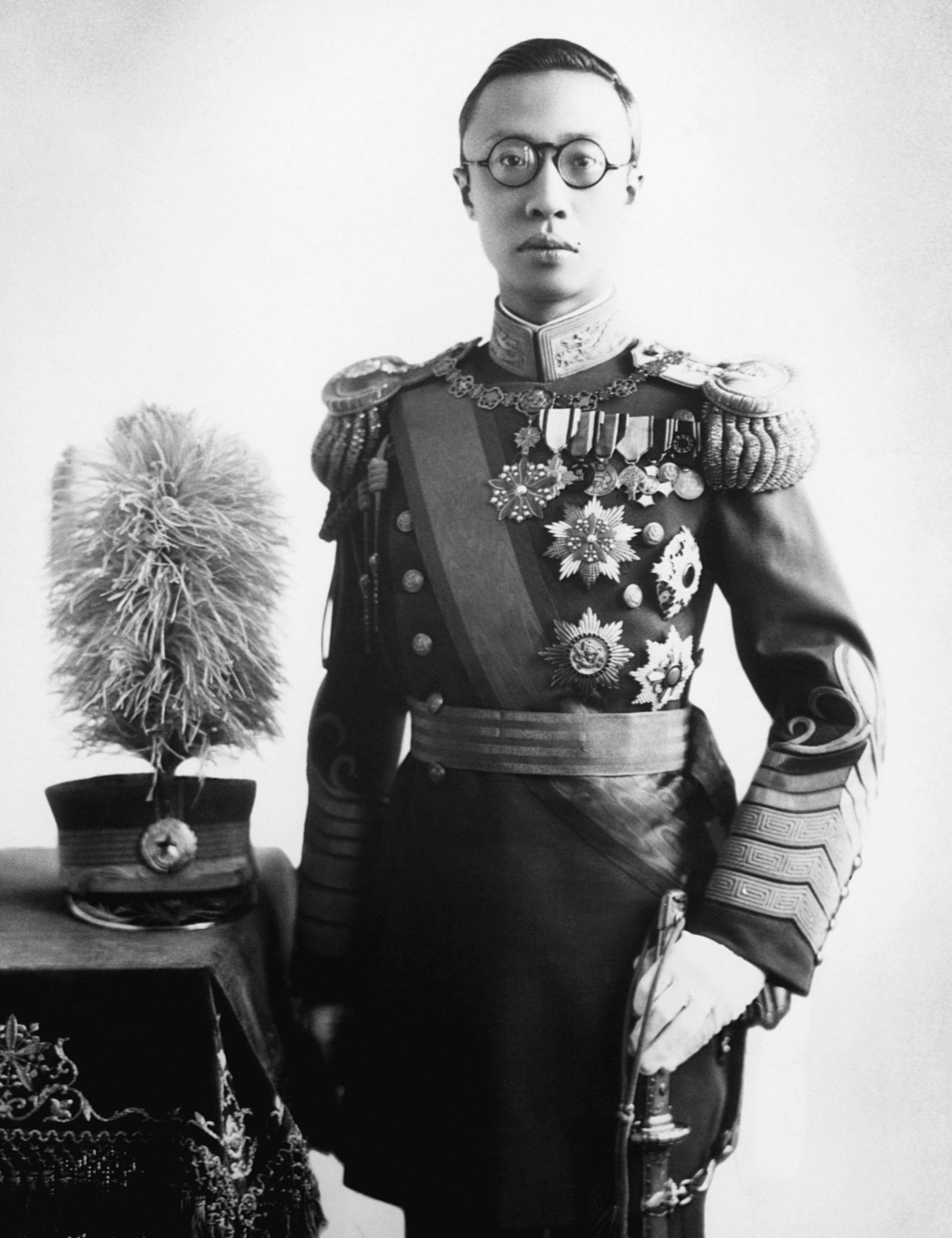
Pu Ji (Pu-Yi), Mandzsukuo császára

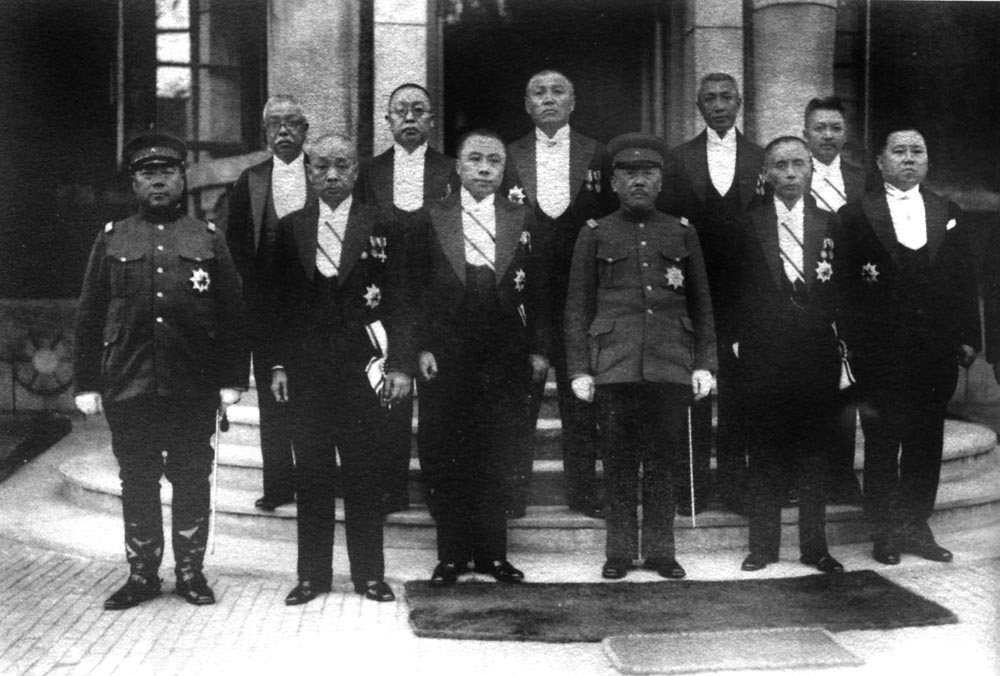
Az első mandzsukuói kormány

Mandzsúria meghódítása kevesebb mint fél évet vett igénybe a Japán Császári Hadsereg számára. Csang Hszüe-liang (Zhang Xueliang) (Csang Co-lin (Zhang Zuolin) fia), a terület hadura délre menekült. Csang Kaj-sek (Chiang Kai-shek) pedig fenyegetőbbnek érezte a kommunizmus eszméjét, mint a japánok előretörését, és nem állt készen egy Japánnal történő összecsapásra, így nem avatkozott bele a konfliktusba.
A terület meghódítása után nem sokkal elkezdték egy bábállam kialakítását. Doihara ezredes a Tiencsin (Tianjin)ben élő Pu Ji (Pu-Yi)hoz utazott, aki a Csing (Qing)-dinasztia leszármazottjaként a dinasztia utolsó császára volt. 1931-ben, a legnagyobb titokban csempészték be őt a területre, ugyanis azt a látszatot kívánták az eseményeknek adni, hogy a nép akaratából, spontán módon választják meg vezetőnek. 1932. február 18-án kiáltották ki a terület függetlenségét Kínától, majd március 1-jén hozták létre a Mandzsu Államot, amit Japán szeptember 15-én, a Japán–Mandzsukuo megállapodás aláírásával ismert el szuverén államnak, és magára vállalta az ország katonai védelmét is. 1932. március 10-én Csangcsun (Changchun) városa lett az új állam fővárosa, ennek nevét március 14-én Hszinking (Xinjing)re (新京,Új Főváros) módosították. A helyiek nem mind fogadták örömmel az új állam létrejöttét, több helyen ellenálló csoportok szerveződtek, és évekbe telt, amíg a japán hadsereg és a kollaboránsok sikerrel pacifikálták az országot. Az államfői feladatokat Pu Ji (Pu-Yi) 1932. március 9-étől látta el, míg a miniszterelnök a lojalista és Csing (Qing) reformátor Cseng Hsziao-hszü (Zheng Xiaoxu) lett.
1934-ben Pu Jit Kang-te (Kangde) néven császárrá avatták, azonban ez nem tekinthető a Csing (Qing)-dinasztia restaurációjának, mivel nem Kína császárává, hanem Mandzsukuo császárává tették meg. A Kvantung-hadsereg eredeti terve az volt, hogy Pu Ji (Pu-Yi) az általuk tervezett katonai egyenruhában vesz részt az eseményen, azonban ő keresztülhúzta a számításokat, és mindenképpen tradicionális kínai császársárga ruhában kívánt az állam uralkodójává válni. Ezért két eseményt is tartottak: az egyik egy zártkörű, kis létszámú volt, ahol ősei tradícióit elvégezve, a megfelelő ruhában vett részt és egy másik, nyilvános, ahol már a neki tervezett egyenruhában jelent meg.
1933 januárjában a japánok Mandzsukuo részévé nyilvánították Zsöho (Rehe) tartományt is, annak ellenére, hogy az nem az ő irányításuk alatt állt. Még ebben a hónapban katonákat küldtek a térségbe, hogy megszállják azt, és március közepére ez sikerült is nekik. A japánok egészen a kínai nagy falig folytatták előrenyomulásukat, Pekinget azonban nem foglalták el, hanem inkább egy demilitarizált övezetet hoztak létre Mandzsukuo és Kína között. Az ország 1933 májusában kezdett tárgyalni a Szovjetunióval a kínai keleti vasútvonal megvásárlásáról. Két év után, 1935. március 23-án megegyeztek a felek, és a vasútvonal 140 millió japán jenért az országhoz került.

### Diplomáciai elismertség

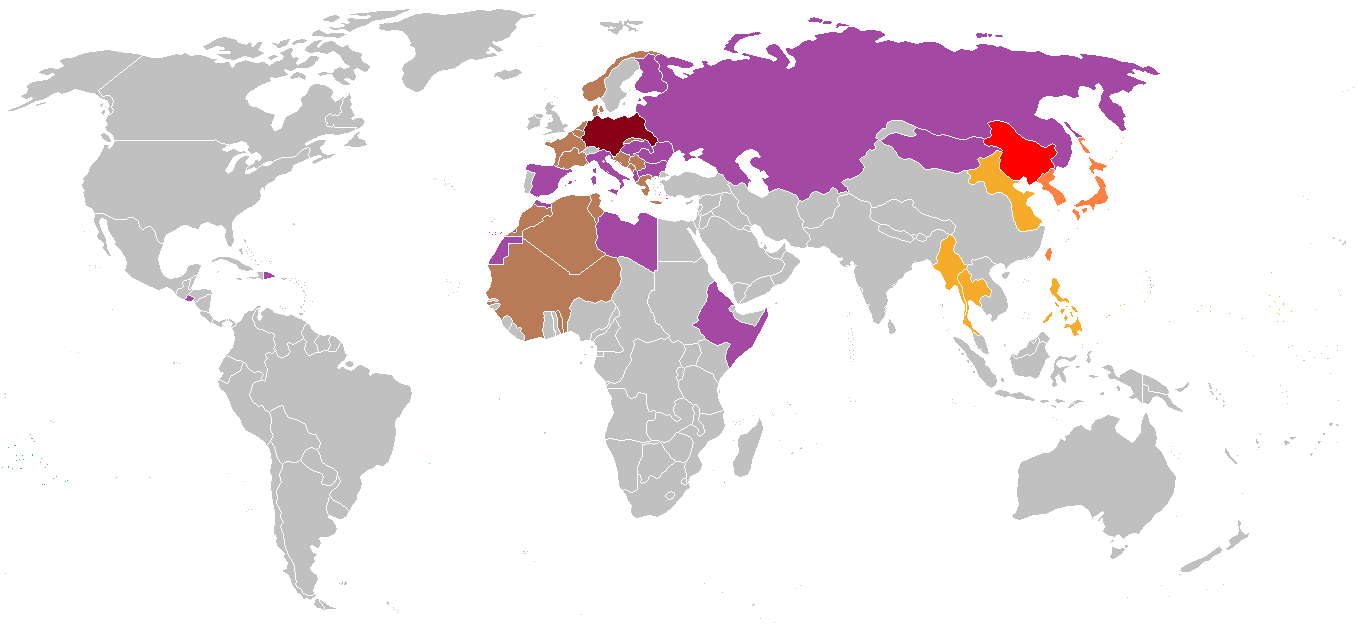
Mandzsukuót (piros) elismerő államok (sárga - japán, barna - német érdekszféra; lila - egyéb államok).
Japán és az általa befolyásolt államok: narancssárga.

A Kínai Köztársaság nem ismerte el az új államot, habár nem is szakított meg minden kapcsolatot vele. A második kínai–japán háborúig a két ország hivatalosan is kereskedett, és a kommunikáció, valamint a közlekedés sem állt meg a két terület között. 1933-ban a Lytton-bizottság jelentése alapján a Népszövetség nem ismerte el Mandzsukuót, mint önálló államot, és továbbra is Kína részének tekintette, valamint tagállamainak is megtiltotta az elismerését. Ez az eset precedensként szolgált a Stimson-doktrína létrehozásához, amely kijelentette: egyetlen államot sem lehet szuverénnek elismerni, amelyet fegyverek erejével hoztak létre. Japán és a Kvantung-hadsereg nagy hangsúlyt fektetett arra, hogy diplomáciailag elismerjék Mandzsukuót, ám ezt csak 15 ország tette meg történelme során.
Az országot ennek ellenére elismerte El Salvador (1934. március 3.), a Vatikán (1934. április), a Szovjetunió (de facto 1935. március 23.; de jure 1941. április 13.), Olaszország (1937. november 29.), Francisco Franco Spanyolországa (1937. december 2.), a Harmadik Birodalom (de facto 1936; de jure 1938. május 12.) és Magyarország (1939. január 9.).
A második világháború kitörése után a területet elismerte a Harmadik Birodalom egy sor csatlósa és szövetségese: Szlovákia (1940. június 1.), a Vichy-kormány Franciaországa (1940. július 12.), a Román Királyság (1940. december 1.), Bulgária (1941. május 11.), Finnország (1941. július 18.), Dánia (1941. augusztus) és a Független Horvátország (1941. augusztus 2.). Az ország függetlenségét Japán távol-keleti bábállamai is elismerték: a Vang Csing-vej-kormány (1940. november 30.), Thaiföld (1941. augusztus 5.) és a Fülöp-szigetek (1943).
Mandzsukuo 1939. február 25-én csatlakozott az Antikomintern paktumhoz.

### Második kínai–japán háború és a világháború

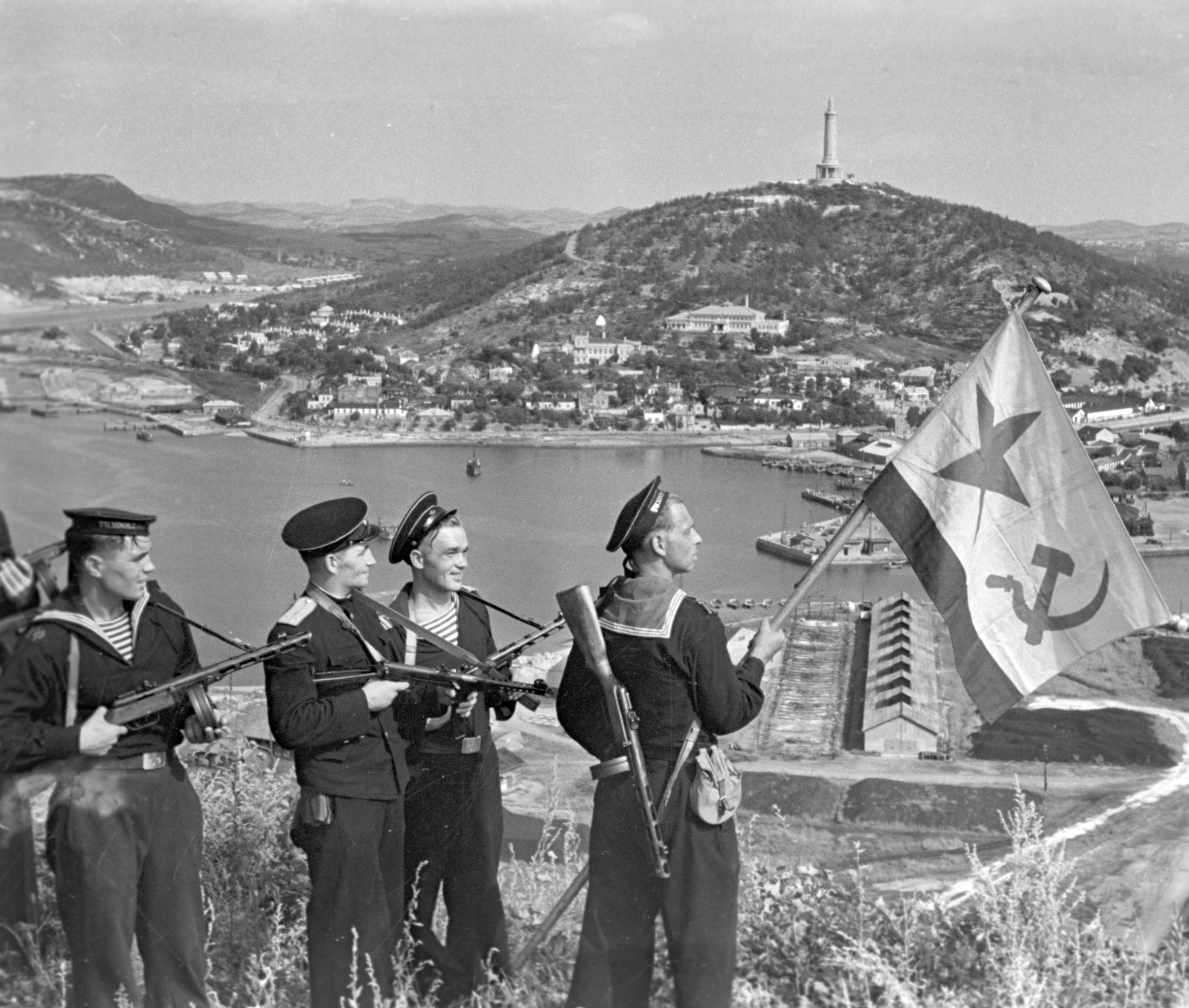
A szovjet Csendes-óceáni Flotta matrózai kitűzik a zászlót Port Arthurban

A Marco Polo hídnál történt incidens után a japán hadsereg innen kiindulva rohanta le Északkelet-Kínát. 1939-ben határvita tört ki a Mongol Népköztársaság és Mandzsukuo között, és ez végül a Halhin-goli csatában teljesedett ki. A minden téren fölényben lévő szovjet sereg döntő vereséget mért a mandzsukuói csapatok által támogatott Kvantung-hadseregre. Ez volt az egyik olyan esemény, ami eltántorította a japán hadvezetést a Szovjetunió kárára való terjeszkedéstől.
1945. augusztus 9-én a Szovjetunió hadat üzent Japánnak a jaltai konferencia idején tett ígéretének megfelelően, és megkezdte Mandzsukuo megszállást: mintegy másfél millió szovjet és tizenhatezer mongol katona kezdte meg az inváziót. A körülbelül 200 000 fős jól képzett, megfelelően felszerelt mandzsukuoi hadsereg gyenge teljesítményt nyújtott a támadók ellen, a harcot szinte kizárólag a 700 ezer fős japán haderő folytatta. Sok mandzsukuói egység harc nélkül adta meg magát, néhol pedig egyenesen fellázadtak a japánok ellen. A másik bábállam, Mengkukuo 44 ezer fős hadereje jóformán nem harcolt a szovjetek ellen. Ez a hadseregcsoport vagy dezertált, vagy átállt, vagy pedig szintén fellázadt a japánok ellen.
Pu Ji (Pu Yi) remélte, hogy sikerül Japánba menekülnie és az amerikaiaknak adhatja meg magát, ez a terve azonban nem sikerült: szovjet ejtőernyősök elfogták és a Szovjetunióban internálták. Később kiadták a Kínai Népköztársaságnak, amely háborús bűnösként elítélte őt. A szovjet csapatok kifosztották az országot, iparának mintegy felét leszerelték és a Szovjetunióba vitték, a Kínai Kommunista Párt tiltakozását is figyelmen kívül hagyva a Szovjetunió nem fogta vissza csapatait, így a katonák szabadon rabolhattak, illetve erőszakolhattak az elfoglalt városokban.
A szovjetek együttműködtek a kínai kommunista erőkkel, szállítóeszközöket és a zsákmányolt japán fegyverzetet átadva nekik, valamint megtagadták a kínai kormányerőktől a kikötők és vasutak használatát, így azok csak novembertől kezdhettek fokozatosan csapatokat küldeni. A szovjetek ideiglenes tartózkodását folyamatosan meghosszabbították 1946 májusáig, ami alatt az ipari és hadiipari felszereléseket a szovjetek elszállították, ezt később azzal magyarázva, hogy egyébként a nacionalistákat erősítették volna. Innentől számítva egészen 1948-ig a terület a Népi Felszabadító Hadsereg egyik legfontosabb bázisaként szolgált, ahonnan a harcukat folytathatták a Kuomintang ellen. A megszálló szovjet erők megnyitották a japán fegyverraktárakat a kommunisták előtt, így azok több százezer puskát és géppuskát, nagy mennyiségű lőszert és tüzérségi eszközöket szereztek. A korábbi bábhadsereg katonáit és a megszállás miatti sok munkanélkülit pedig besorozták a Kínai Vörös Hadseregbe. A Mandzsúriában hagyott másfél millió japán többsége hazatérhetett 1946 és 1948 között az USA hadiflottája jóvoltából.

## Kormányzat

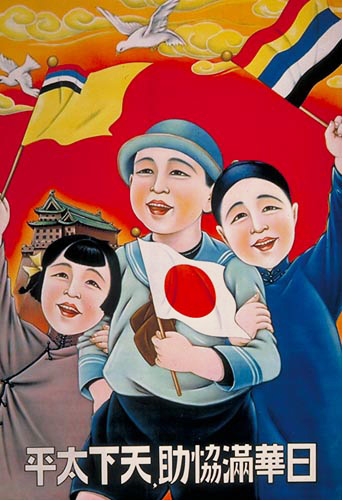
Propagandaposzter, amely a han kínaiak, japánok és mandzsuk közötti harmóniát hirdeti. A szöveg szerint: "Japán, Kína és Mandzsukuo együttműködésével a világ békés lehet."

Az államot papíron a kínai köztársasági modell alapján alkották meg, erős miniszterelnöki pozícióval és különböző minisztériumokkal. Ezek azonban nem végeztek tényleges kormányzati munkát, így bár a miniszterek mind kínai származásúak voltak, helyetteseik kivétel nélkül a japánok közül kerültek ki, és ők gyakorolták a tényleges hatalmat. A tényleges hatalmat a névleg a miniszterelnök alá tartozó Államtanács Általános Ügyi Bizottságán keresztül gyakorolták, amin mindig a Kvantung-hadsereg vezérkari főnöke elnökölt. 1934 decemberében a fontos kormányzati pozíciók 53%-át töltötték be japánok, ez az arány 1940-re 69%-ra nőtt.
A mandzsukuói politikára és kormányzatra jelentős nyomást gyakorolt a Kvantung-hadsereg, annak kinevezett vezetője pedig szinte a kormányfőjéhez hasonló hatalommal rendelkezett, és akár még a császár döntéseit is megvétózhatta. A védelmi ügyeket közvetlenül, a költségvetést, gazdaságot és monetáris politikát közvetetten, az Államtanácson keresztül irányították, a többi ügyet pedig japán bürokratákra bízták jóval kisebb felügyelet mellett. Habár a császár az elején igyekezett engedményeket kicsikarni, később ezt feladva szó nélkül írta alá az elé tett anyagokat. Amikor Pu Ji (Pu Yi) és felesége egy napon sétálni mentek Hszinking (Xinjing)ben, japán rendőrök indultak utánuk, és visszakísérték a császári párt a rezidenciájukra, ahol tájékoztatták őket, hogy jobb a személyes biztonságuk szempontjából, ha a jövőben tartózkodnak ettől. Ezek után a császár szinte házi őrizetben élt, palotája foglyaként. Ez az eset is remekül tükrözi a Kvantung-hadsereg nagymértékű befolyását az országban.
Éppen a hasonló politikai beavatkozásokért tekinti a legtöbb történész bábállamnak Mandzsukuót. Mások azonban azon a véleményen vannak, hogy Japán egy idealizált ázsiai mintaállamot akart megalkotni a területen, amit csak a második világháború és annak kimenetele akadályozott meg. Az ország kísérleti helyként szolgált Japán számára, ahol új gazdasági, államirányítás, vasútépítési, építészeti stb. módszereket próbáltak ki a gyakorlatban, hogy azokat később az egész birodalomban alkalmazhassák.
Pu Ji (Pu-Yi) császár a japánoknak kifejtette, hogy Konfuciusz alapelvei mentén szeretne egy egységes állami szervezetet létrehozni, amely nem klasszikus értelemben vett párt, mivel azon a véleményen volt, hogy ahol felüti fejét a pártoskodás, ott semmi jó nem születik. A japánok azonban több párt működését is engedélyezték, habár ezek egyike sem volt hivatalosan elismerve. Ezen pártok mindegyike jobboldali, nacionalista volt és a militarizmus–szocializmus vonalán mozgott. Ezek alapján külön pártja volt a Mandzsukuóba emigrált fehér oroszoknak is Orosz Fasiszta Párt néven, de az országban cionista mozgalom is működött dr. Abraham Kaufman vezetésével.

## Demográfia

Mandzsukuo közigazgatási térképe 1938-ban

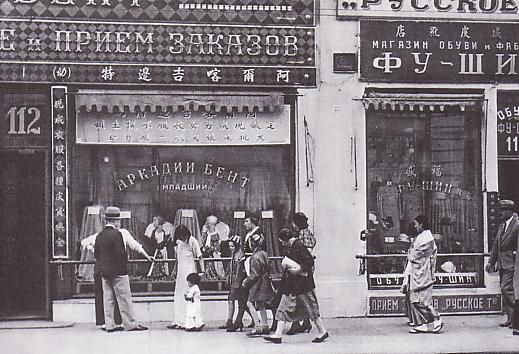
Harbinban három különböző nemzetiség (kínai, japán, orosz) élt együtt

1908-ban Mandzsúriában 15 834 000 fő élt, amely 1931-re 30 000 000 fölé növekedett, ez a szám egyébként a nemzet első, 1933-as himnuszában konkrétan megtalálható. A népesség eloszlása alapján 123 férfi jutott 100 nőre. A lakosság száma 1941-ben elérte a 45 millió főt (Zsöhó (Rehe)val).
1934-ben Mandzsúria teljes lakosságszámát 30 880 000-re becsülték, családonként átlagosan 6,1 személlyel, és 122 férfi jutott 100 nőre. A lakosság döntő többsége han kínai vagy elkínaiasodott mandzsu volt, akik a népesség megközelítőleg 95%-át tették ki. 1932-ben jelentős kisebbségnek számítottak a mongolok 800 000, a koreaiak 630 000 (később 1,2 millió), japánok 230 000 és a mandzsuk 20 000 fővel. Rajtuk kívül még 98 431 különféle nemzetiségű ember élt az állam területén, mint például oroszok. A lakosság 80%-a falusi volt.
A nagy népességnövekedés nem csak a megnövekedett életkörülményeknek, a jobb higiéniának és az ebből következő természetes népességnövekedésnek volt betudható. Jelentős számú bevándorló is érkezett az állam területére: koreaiak, kínaiak és japánok.

### Nagyobb városok

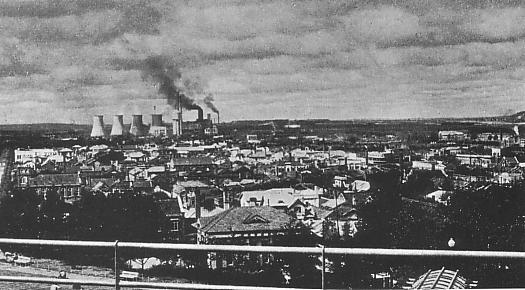
Fusun (Fushun) 1940-ben

A legnagyobb lakosságú városok mind a dél-mandzsúriai vasútvonal mentén feküdtek.
- Harbin: 662 000 fő
- Hszinking (Xinjing) (főváros): 544 000 fő
- Mukden: 544 000 fő
- Fusun (Fushun): 270 000 fő
- Ansan (Anshan): 213 000 fő

### Japán telepesek

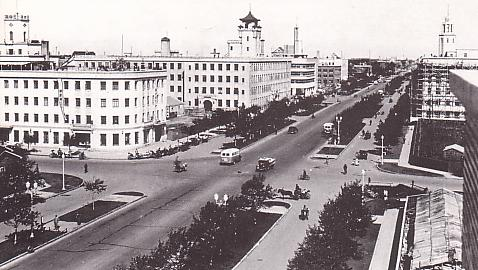
A főváros, Hszinking (Xinjing) főutcája

1931-ben 100 000 japán földműves élt Mandzsukuo területén, egyes források azonban 590 760 japán lakost említenek, míg mások 240 000 japán származásúról beszélnek. Később félmillió japán költözött az országba, így ez a szám később 837 000–1 000 000-ra nőtt. Ők azonban nehezen vehették fel a versenyt a sokkal kevesebbért dolgozó kínaiakkal, így nagy részük a betelepítéskor tervezett földművelés helyett a helyi adminisztrációban vagy a hadseregben kezdett dolgozni. Közöttük sok baloldali értelmiségi is volt, akik a japán egyetemeken folyó ideológiai elnyomás miatt hagyták el Japánt, abban a reményben, hogy Mandzsukuón keresztül képesek lesznek változásokat előidézni. A hadsereg 1941 novemberéig háborítatlanul megtűrte őket, ekkortól kezdve egészen a háború végéig történtek letartóztatások.
A főváros, Hszinking (Xinjing) lakosságának mintegy negyedét japánok tették ki. A japán kormánynak tervei voltak arra, hogy ötmillió japánt telepítsenek Mandzsukuóba 1936 és 1956 között. 1938 és 1942 között 200 000 fiatal japán földműves érkezett az országba. Az állam fennállása alatt összesen mintegy 20 000 család került Mandzsukuo területére. Miután Japán elvesztette a Sárga-tenger feletti ellenőrzését, a migráció teljesen leállt. Amikor a Szovjetunió megszállta Mandzsukuót, mintegy 850 000 japán telepest ejtettek fogságba. Néhány hivatalnok és katona kivételével őket repatriálták Japánba 1946–47-ben. Jelentős számú japán gyerek maradt hátra Mandzsúriában a nagy kavarodás miatt, őket kínai családok adoptálták. Az 1980-as években a kínai kormány repatriáló programot indított be a számukra, azonban nem mind éltek a Japánba való költözés felajánlott lehetőségével.

## Gazdaság
Mandzsúria Ázsia egyik legfejlettebb régiójának számított Japán után. Japán már az 1920-as évek során nagy összeget szánt a térség és a dél-mandzsúriai vasútvonal fejlesztésére. Csak ennek az utóbbinak szánt támogatás 440 millió jenre rúgott 1920-ban. 1927-ben Japán külföldi befektetéseinek 85%-át Kínában eszközölte, és ennek az összegnek mintegy 80%-a Mandzsúriában került felhasználásra. 1932-ben Japán részesedés Mandzsúria teljes ipari tőkéjéből 64% volt, míg Kína csak 28%-ot tudhatott magáénak. A mandzsúriai gazdaság növekedése évi 4%-os volt, az egy főre jutó GDP 1924-ben 75,7 USD, míg 1941-ben 103,4 USD volt.
1932 után Japán befektetései jelentősen megnövekedtek a régióban, 1937-ig között 1,5 milliárdról 3 milliárd jenre, 1945-re pedig a hatmilliárd jent is elérte. Ez több volt, mint amit Japán Tajvanon, Koreában és Kína többi részén együttvéve befektetett. Ebben az időszakban az ipari termelés megháromszorozódott, a legnagyobb fejlődést a termelési javak előállításában elérve. A nagyszabású bányafejlesztéseknek köszönhetően jelentősen nőtt az érckitermelés, így nagy növekedés következett be a szén terén, míg a kitermelt vasércmennyiség a duplájára nőtt. Ezzel együtt nőtt a vastermelő üzemek kapacitása is, így egy fejlett acélipar jött létre az országban. Kína összes bányaipari termékeinek 80%-át, a nehézipari termékek 60%-át állították elő az országban. Az ehhez társuló korszerű nehézipar – amely gépipart és vegyipart is jelentett – teljes mértékben ellátta a Kvantung-hadsereget fegyverzettel. A fusuni szénbánya, amely az egész világon a legnagyobb volt számos közeli kémiai és szintetikus olajat előállító üzemet látott el alapanyaggal.
Fejlődés állt be a mezőgazdaságban is, ahol 12 576 000 hektárról 15 251 000 hektárra nőtt meg megművelt földterület 1930 és 1940 között, évi 2%-os növekedést mutatva. Kétszer akkora volt a fejenkénti megművelt terület, mint Kína bármely más részén. Ezzel együtt azonban jelentősen deficitessé vált a kereskedelem, és nagyban függött a Japán tőkebehozataltól. Mivel a legértékesebb földek már művelés alatt álltak, a mezőgazdaság fejlődése lelassult, a japánok pedig inkább az ipart, a vasútvonalak építését és a kereskedelem fejlesztését részesítették nagy támogatásban. Míg a GDP 44,7%-át tette ki a mezőgazdaság 1924-ben, addig 29,4%-át 1941-ben.
A bankrendszert jelentősen megreformálták és első alkalommal egységesítették a régióban használt fizetőeszközt. 1932. június 14-én létrejött a Mandzsu Központi Bank, amely július 1-jétől hozzálátott a mandzsukuói jüan kibocsátásához. Mint máshol is, itt is a japánok voltak vezető pozícióban. Az újonnan bevezetett pénz a japán jennel egyenlő értékű volt, elősegítve ezzel az ország integrációját a jen-blokkba. A Kvantung-hadsereg megvetette a zaibacukat, a század elején létrejött mamutvállalatokat, így őket nem is vonta be az ország iparosításába, amely a kormány és a kiválasztott vállalkozók egyetértésén alapult. Előbbi részéről a hadsereg, a Csoszon Bank és a Dél-mandzsúriai Vasúttársaság vett részt. A vállalkozók között megtalálható volt például a Nissan. A fejlesztést támogatta az 1936 decemberében létrehozott Mandzsukuói Ipari Bank, amelynek kezdőtőkéje 60 millió jen volt, és a második világháború végén 600 milliárd dollárral rendelkezett.

### Infrastruktúra
Az ország területén hatékony és kiterjedt vasúthálózat épült ki (dél-mandzsúriai vasútvonal és kínai keleti vasútvonal), amelyek még ma is működnek és használatban vannak. A Kínában épült vasútvonalak egyharmada Mandzsúriában volt található, és a japán bábállam idején ez az arány jelentősen megnőtt a befektetések hatására, így Mandzsukuo megszűnésének idejére a Kínában található vasútvonalak mintegy fele Mandzsúriában volt. A kiterjedt és jól funkcionáló infrastruktúrának köszönhetően könnyű volt az állam gazdaságát fejleszteni, a nyersanyagokat a gyárakba szállítani és az elkészült termékeket exportálni. Ezzel együtt a személyszállítás is igen jelentős volt, és a kiterjedt vasúthálózatnak köszönhetően a japánok könnyedén rohanhatták le Északkelet-Kínát második kínai–japán háborúban Mandzsukuóból kiindulva. Mindezek ellenére az állam határvidéke gyéren fejlett és többnyire lakatlan volt. Ezek a területek mégis gyakran adtak alkalmat a vitára, és egy alkalommal ez komoly határvillongáshoz is vezetett.

### Drogcsempészet
2007-ben Josida Reidzsi kifejtette a Japan Times nevű japán hírlapnak, hogy a Mandzsukuóban eszközölt befektetések egy részét drogcsempészetből fedezték. A cikk szerint Josida egy olyan dokumentumot talált, amely bizonyítja, hogy a ’’Kóa-in’’ (Kelet-ázsiai Fejlesztési Tanács) közvetlenül is belekeveredett a drogüzletbe. A kínai dílereket látták el ópiummal, amelyből Mandzsukuo, Nanking (Vang Csing-vej) és Belső-Mongólia bábkormányait finanszírozták.
Ez a dokumentum alátámasztja azt a tényt, amelyet a Tokióban székelő Távol-keleti Nemzetközi Katonai Törvényszék (International Military Tribunal for the Far East, IMTFE) korábban megállapított:
"Japán valódi célja a drogkereskedelemben való részvétellel sokkalta baljóslatúbb volt, mint a kínai emberek lezüllesztése. Japán aláírta és ratifikálta az ópiummal kapcsolatos egyezményeket, amik akadályozták őt az ópiumkereskedelemben való részvételben, de Mandzsukuo állítólagos de nem valódi önállóságában egy kényelmes lehetőséget látott arra, hogy folytassa a világméretű drogimportot és a felelősséget a bábállamára hárítsa… 1937-ben a Nemzetek Szövetsége megállapította, hogy világviszonylatban a tiltott fehér drogok 90%-a japán eredettel rendelkezik."

## Oktatás
Mandzsukuóban hatékony közoktatást hoztak létre, nagy hangsúlyt fektetve a népesség képzésére, új állami ideológia létrehozását, belső legitimitás megalapozását és együttműködő lakosság képzését remélve. A kormány számtalan iskolát és szakközépiskolát alapított; újjászervezte a teljes oktatási rendszert. A reformot liberális japán tanárok irányították, akik olyan átalakításokra láttak lehetőséget, amelyekre a konzervatív Japánban nem kerülhetett volna sor, és megakadályozták a militarizmus oktatás általi terjesztését is. Bár nem jött létre erős ellenállás az ország területén, az oktatási rendszer kudarcot vallott abban, hogy kineveljen egy Japánhoz barátian viszonyuló, törekvéseit támogató generációt. Körülbelül 12 000 általános-, 200 közép-, 50 szak- és 140 normál iskolát (gyakorló tanároknak) hoztak létre az állam területén. A rendszerben 600 000 gyermek és tanuló, valamint 25 000 tanár vett részt. 1600 magániskola volt látogatható a diákok számára, valamint 150 misszionárius- és 25 orosz iskola is működött (ez utóbbiak Harbinban). A japán és kínai származású gyerekek általában különböző iskolákat látogattak, és ahol mégis keveredtek, ott etnikai alapon szétválasztották őket, és a japán nemzetiségűek a jobban felszerelt osztályokba kerültek.
Konfuciusz tanításai fontos szerepet játszottak a közoktatásban. A falusi területeken a tanulókat modern mezőgazdasági technikákra tanították meg, hogy növeljék a mezőgazdasági termelést. Az oktatási rendszerben különös figyelmet fordítottak a fiúknál a gyakorlati munka és a lányoknál a házimunkák tanítására, a „Királyi Út”-hoz való hűségre és a Császárhoz való feltétlen lojalitásra alapozva. A kormányzat rengeteg fesztivált, sporteseményt és ceremóniát arra használt fel, hogy előmozdítsa az állampolgárok császár iránti hűségét. A japán nyelv is hivatalossá vált, és azt is tanították az iskolákban a kínai mellett.

## Hadsereg
Mandzsukuo nem rendelkezett túlságosan nagy hadsereggel, hadereje igen kis létszámúnak minősült a szomszéd államokhoz képest. A hadsereg magját Csang Hszüe-liang (Zhang Xueliang) hadúr 70 000 átállt katonája alkotta, akik mellé később újabb katonákat képeztek. 1944-re a hadsereg létszáma elérte a 200 000 főt. Kezdetben főleg a hadúr hátramaradt fegyvereiből látták el a katonákat, ám később sokkal jobb minőségű japán fegyverzetet kaptak, legelőször 50 000 puskát 1935-ben. A hadsereg fő feladata a lázadások és a banditák féken tartása volt, gyakran japán tisztek irányítása alatt.

### Császári Testőrség
1933-ban létrehozott elit egység a hadseregen belül, amelynek csak mandzsuk lehettek a tagjai. Fő feladata Pu Ji (Puyi) császár és a kormány tagjainak védelme volt. Létszáma körülbelül 200 főre rúgott. Központjuk Hszinkingben (Yining), a fővárosban volt, nem messze a császári palota épületétől.

### Császári Haditengerészet
A Mandzsukuói Császári Haditengerészet (pinjin: Mǎnzhōu Dìguó Hǎijūn, magyaros: Mancsou Tikuo Hajcsün) Mandzsukuo hadiflottáját jelentette. A zászlóshajó egy japán Momo osztályú romboló, a Haj Vej (Hai Wei) volt. Mivel az állam tengeri területe nem volt jelentős, és főleg szárazföldi határai voltak, így nem került jelentősebb fejlesztésre. Ebből kifolyólag a flotta mindössze rombolókból és folyami őrhajókból állt. Fő feladata a vízi járőrözés és a szárazföldi csapatok támogatása volt. A haditengerészet megléte az állam legitimálása szempontjából volt különösen fontos.

### Császári Légierő
A Mandzsukuói Császári Légierő (pinjin: Dà Mǎnzhōu Dìguó Kōngjūn, magyaros: Ta Mancsou Tikuo Kungcsün) 1937 februárjában került megalakításra. 30 embert kiválasztottak a Császári Hadseregből, akiket a Kvantung-hadsereg képzett ki Harbinban repülőgépek használatára. A légierő a Mandzsukuo Légi Szállítási Vállalat utódja volt, amelyet 1931-ben alakítottak, mint félkatonai szervezetet. Megalakulásakor mindössze egy repülőgéppel rendelkezett, később japán vadászgépekkel és könnyű bombázókkal egészítették ki a gépparkot. 1944-ben 100–120 vadászgéppel, 30 kiképző repülőgéppel és 50–70 szállítógéppel rendelkezett.

## Háborús bűnök
Fennállása alatt számos emberiesség elleni és háborús bűncselekményt követtek el a japán erők. A Kvantung-hadseregen belül működő 731-es alakulat emberkísérleteket hajtott végre, mint például élveboncolást, vegyi fegyverek tesztelését. Ezek a kísérletek mintegy 3000 ember halálát okozták, míg a kínaiak ellen bevetett vegyi fegyverek 200 000 fővel végeztek. Az országban a kényszermunka is alkalmazásra került, egy kutatás szerint mintegy 10 millió kínai lakost kényszerítettek erre. A szovjetek bevonulásakor a japán lakosok tömeges öngyilkosságot követtek el, és a japán hadsereg is részt vett a megölésükben. Saját sebesült katonáikat gyakran hátrahagyták meghalni. A fő felelősöket két helyen fogták perbe és ítélték el: 1946 és 1948 között a tokiói perben és 1949-ben a habarovszki perben.

## Fordítás
Ez a szócikk részben vagy egészben  a   Manchukuo című angol Wikipédia-szócikk ezen változatának fordításán alapul.  Az eredeti cikk szerkesztőit annak laptörténete sorolja fel. Ez a jelzés csupán a megfogalmazás eredetét és a szerzői jogokat jelzi, nem szolgál a cikkben szereplő információk forrásmegjelöléseként.